# Bland-White-Garland-Syndrom
Das Bland-White-Garland-Syndrom (in der internationalen Fachsprache auch Anomalous Left Coronary Artery from the Pulmonary Artery, ALCAPA) bezeichnet einen angeborenen Fehlabgang der linken  Koronararterie (Hauptstamm) aus der Lungenarterie.
Die Häufigkeit des Syndroms liegt bei 0,25 bis 0,5 % aller angeborenen Herzfehler. Menschen mit dieser Fehlbildung entwickeln häufig schon in jungen Jahren eine Myokardischämie und Herzmuskelschwäche. Dies, weil der niedrige Druck im Lungenkreislauf die Flussrichtung des Blutes in der linken Koronararterie umkehrt. Es fließt von der rechten Koronararterie über Kollateralen in die linke Koronararterie und über diese in die Pulmonalarterie. Je nach Ausprägung der Kollateralen wird das Myokard stark unterversorgt. Man unterscheidet man einen Infantilen Typ und einen Erwachsenentyp. Die einzige kurative Therapie ist die chirurgische Korrektur, bei der im Rahmen einer Operation am stehenden Herzen die Koronararterie von der Pulmonalarterie gelöst und an ihren anatomisch korrekten Ursprung (die Aorta) versetzt wird. Falls höhergradig wird gleichzeitig eine  Mitralklappeninsuffizienz mit korrigiert.
Das Syndrom ist nach den US-amerikanischen Kardiologen Edward Franklin Bland (1901–1992), Joseph Garland (1893–1973) und Paul Dudley White (1886–1973) benannt.
ALCAPA gehört (wahrscheinlich) zu mehreren kongenitalen Herzdefekten. für die OMIM
die Position 6q25.1 auf dem langen Arm von Chromosom 6 verantwortlich macht.